# Flugplatz Mayerhofen bei Friesach

i7
i11
i13
Der Flugplatz Mayerhofen bei Friesach (ICAO-Code: LOKM) ist ein privater Flugplatz in der Gemeinde Friesach im österreichischen Bundesland Kärnten. Er wird durch den Flugsportclub Mayerhofen betrieben.

## Lage
Der Flugplatz liegt etwa 4 km nordwestlich des Gemeindehauptorts Friesach bei Mayerhofen. Naturräumlich liegt der Flugplatz beim Austritt des Metnitztals ins Friesacher Feld und ist umrandet von den Seetaler Alpen und den Gurktaler Alpen.

## Flugbetrieb
Der Flugplatz Mayerhofen bei Friesach besitzt eine Betriebszulassung für Segelflugzeuge, Motorflugzeuge und Hubschrauber bis zu einem maximalen Abfluggewicht von 2000 kg. Er verfügt über eine 400 m lange Start- und Landebahn aus Gras. Nicht am Platz stationierte Luftfahrzeuge benötigen eine Genehmigung des Platzhalters (PPR), um in Mayerhofen bei Friesach landen zu können.